# Franco Chiviló
Franco Chiviló (n. Vicente López, Argentina, 28 de abril de 1991) es un futbolista argentino que se desempeña como mediocampista.

## Trayectoria

### Huracán
Franco Chiviló Hizo divisiones inferiores en Deportivo Armenio, donde pasó a Huracán. Comenzó su carrera profesional abruptamente en el Torneo Clausura 2010, cuando el director técnico del Club Atlético Huracán, Héctor Rivoira, lo hizo debutar frente a Vélez Sársfield el 27 de febrero de 2010 en un partido que Club Atlético Huracán le ganó a Vélez por 3 a 2.
Chiviló subió desde la 5ª División a la Primera muy rápidamente por la difícil situación que atravesó el club de Parque Patricios.

## Clubes
| Club                  | País      | Año         | PJ | Goles |
| --------------------- | --------- | ----------- | -- | ----- |
| Huracán               | Argentina | 2010        | 3  | 0     |
| Unión Magdalena       | Colombia  | 2012 - 2014 | 16 | 0     |
| Geylang International | Singapur  | 2014        | 26 | 0     |
| Deportivo Merlo       | Argentina | 2015        | 8  | 3     |
| All Boys              | Argentina | 2016 - 2018 | 19 | 0     |
| Platense              | Argentina | 2018 - 2019 | 0  | 0     |
| Flandria              | Argentina | 2019 - 2020 | 0  | 0     |
| Estudiantes San Luis  | Argentina | 2021        | 0  | 0     |